# Universidade Federal do Paraná
A Universidade Federal do Paraná (UFPR) é uma das mais antigas instituições de ensino com concepção de universidade do Brasil, fundada em 19 de dezembro de 1912, inicialmente com o nome de Universidade do Paraná.
Atualmente as instalações da universidade estão distribuídas entre os diversos campi de Curitiba e de outras cidades do Paraná. A instituição oferta cursos de graduação, sendo cursos de licenciatura, bacharelado, tecnólogo, de mestrado, de doutorado,  de especialização lato sensu, além de residências médicas, cursos técnicos e à distância.
A UFPR adota desde 2004 em seu vestibular um sistema de cotas próprio que reserva 20% das vagas de cada curso para estudantes oriundos de escolas públicas e 20% para alunos negros e pardos. Em 2013 passou a adotar, concomitantemente, o sistema de cotas instituído pelo governo federal, de maneira que a proporção total deve aumentar para 50% em quatro anos.

## História
Em 1892 o intelectual paranaense José Francisco da Rocha Pombo colocaria, no Largo Ouvidor Pardinho, a pedra fundamental da Universidade do Paraná. O projeto foi frustrado pelo Movimento Federalista que impediu a criação da universidade.
Vinte anos depois, em 1912, o estado contava com um reduzido número de intelectuais (apenas nove médicos e quatro engenheiros) mas se desenvolvia muito devido a produção da erva-mate. Além disso, a Guerra do Contestado fez com que as lideranças políticas se empenhassem pela criação de uma universidade, de modo a dar uma identidade ao povo paranaense. Na esteira da Reforma Rivadávia, que retirava do Estado a obrigação de oferta de ensino e dava liberdade à iniciativa privada de criar instituições de ensino superior, entre outras medidas polêmicas, Victor Ferreira do Amaral, deputado e diretor de instrução pública do Paraná, e Nilo Cairo da Silva, lideraram a fundação da Universidade do Paraná.
A Universidade do Paraná, uma instituição privada de ensino superior, foi fundada em 19 de dezembro de 1912, e iniciou suas atividades em 1913, num antigo prédio da rua Comendador Araújo, residência do ervateiro Manoel Miró. Os primeiros cursos ofertados foram os de Ciências Jurídicas e Sociais, Engenharia, Medicina e Cirurgia, Comércio, Odontologia, Farmácia e Bioquímica. O primeiro aluno e primeiro funcionário foi o alagoano Oscar Joseph de Plácido e Silva. Após ter fundado a Universidade do Paraná, Victor Ferreira do Amaral, que foi também o primeiro reitor, deu início à construção do prédio central em um terreno doado pela prefeitura. Então, com a recessão econômica causada pela Primeira Guerra Mundial e com as políticas públicas do governo central vieram as primeiras dificuldades.
Em 1915, em decorrência da promulgação do Decreto 11530/1915 as regras para a criação e manutenção de universidades foram alteradas e o governo do país retomou a função de ofertar ensino em todos os níveis. Por conta das novas exigências do governo federal (a obrigatoriedade de a cidade sede de uma universidade ter mais de cem mil habitantes, por exemplo, o que não era o caso de Curitiba), a Universidade do Paraná teve que ser desmembrada em faculdades isoladas para poder continuar funcionando. A situação permaneceu assim até 1946, quando a lei foi novamente alterada e a possibilidade de criação de universidades fora do âmbito público federal voltou a figurar na lei. A recriação da Universidade do Paraná culminou, em 1951, com a "federalização" (transferência da iniciativa privada para a esfera pública). Com a transferência, a Universidade passou a se chamar Universidade Federal do Paraná, usando a sigla UFP. Na década de 1960, a UFP foi notório palco das reformas educacionais do regime militar, devido à ascensão de Flávio Suplicy de Lacerda ao cargo de ministro da Educação do Brasil. A reforma educacional alterou a constituição das universidades brasileiras de modo que o governo tivesse mais controle sobre as comunidades (em especial os estudantes, mais envolvidos na luta pela derrubada do regime e pela redemocratização do país). A reforma enxugou a estrutura da UFP. As faculdades e institutos foram substituídas por setores e a sigla passou a ser UFPR, para não haver confusão com as novas universidades criadas pelo regime em outros estados.
Como não há título em caráter oficial (emitido pelo Estado Brasileiro) de instituição de ensino superior mais antiga no Brasil, A Universidade Federal do Paraná alega ser a primeira instituição reconhecida como universidade no país, em 27 março de 1913. Já a Universidade Federal do Amazonas obteve o título de universidade três meses depois, em 13 de julho de 1913, mas sua constituição como instituição universitária de Manaus como ensino superior é advinda de 1909. Embora há outras instituições de ensino superior mais antigas, porém, que não gozavam do título de universidade.

## Sede histórica

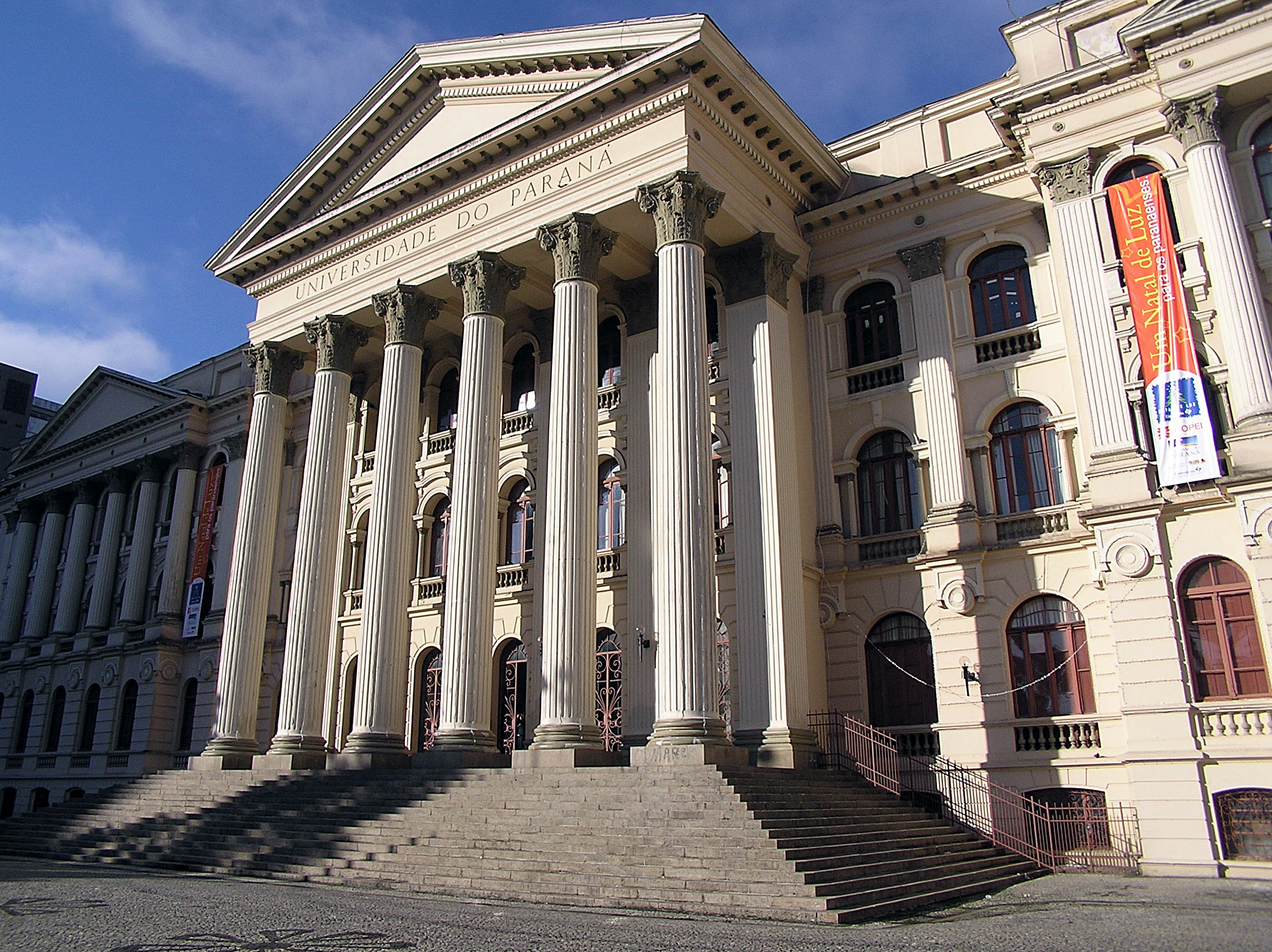
Prédio histórico da Universidade Federal do Paraná, na praça Santos Andrade, em Curitiba.

A construção localizada na Praça Santos Andrade iniciou-se em 1913, um ano depois da fundação da Universidade. O projeto do engenheiro militar Baeta de Faria consta de apenas um bloco de cinco andares e uma cúpula central. A inauguração deu-se em 1915.
Sete anos depois, em 1923, houve a ampliação com a construção das blocos laterais, conforme o projeto original. O setor direito fica pronto em 1925 e passou a abrigar o curso de Engenharia. No ano seguinte foi concluído o setor esquerdo, que recebeu o curso de Odontologia, que daria origem após alguns anos à chamada Associação Brasileira de Odontologia (Secção Paraná). Novas ampliações foram realizadas no lado direito e o prédio recebeu uma nova pintura em 1940. Foram feitas mais obras estendendo o prédio no sentido da rua XV de Novembro que ficaram prontas em 1951. Um ano depois, novas obras no setor direito obrigaram a demolição de parte da fachada lateral construída em 1940.
Em 1954 o edifício passou a ocupar uma quadra inteira, entre a Praça Santos Andrade, rua XV de Novembro, rua Presidente Faria e Travessa Alfredo Bufren. As últimas modificações foram feitas, após tantas ampliações uma nova fachada com muitas colunas e uma ampla escadaria foi projetada e a cúpula coberta foi retirada. A inauguração da obra com 17 mil metros quadrados em estilo neoclássico, ocorreu em 1955.
No ano de 1999 a prefeitura de Curitiba assinou uma lei que transformou o edifício no símbolo oficial da cidade, através de uma votação popular para a escolha do símbolo.

## Reputação
A UFPR aparece em diversos rankings como uma das melhores instituições de ensino superior do Brasil, uma das poucas a ser mencionada também em classificações internacionais. No Ranking Universitário Folha de 2013, conquistou o 9º lugar geral e o 6º lugar em inovação. Já na edição 2013 do QS World University Rankings, situa-se entre as 651-700 melhores universidades do mundo e em 37º lugar entre as instituições latino-americanas.
Na pós-graduação, segundo avaliação CAPES 2010–2012, sete de seus programas foram classificados como de excelência e nível internacional, com conceito 6 (Física, Entomologia, Engenharia de Bioprocessos e Biotecnologia, Bioquímica, Química, Direito e Desenvolvimento Econômico), treze com conceito 5 (muito bom) e os demais com conceitos 4 e 3, perfazendo 66 programas avaliados no total.
A UFPR é uma das principais instituições de pesquisa no Brasil, estando entre as 15 universidades brasileiras que, segundo a Clarivate Analytics, mais colaboraram para a produção científica  entre 2013 e 2018, correspondendo em conjunto a cerca de 60% do total produzido no país.

## Divulgação científica
A instituição publica livros acadêmicos, científicos e literários por meio da Editora UFPR e mantém uma série de periódicos científicos de todas as grandes áreas do conhecimento. Além disso, são de acesso gratuito todos os trabalhos acadêmicos produzidos em cursos de graduação e pós-graduação e em áreas e linhas de pesquisa.
As publicações podem ser acessadas por meio de suas coleções no Repositório Digital Institucional, de acesso livre. Também edita a revista de jornalismo científico, “Ciência UFPR”, voltada à popularização da ciência, com matérias sobre a produção científica da instituição em linguagem acessível ao público não especializado.

## Setores
A UFPR está organizada em 14 setores acadêmicos, que são as principais divisões da instituição e respondem pelas atividades de ensino, pesquisa e extensão, desde cursos de graduação e pós-graduação a laboratórios, núcleos e grupos de pesquisa.
- Setor de Artes, Comunicação e Design – AC
- Setor de Ciências Agrárias – AG
- Setor de Ciências Biológicas – BL
- Setor de Ciências Sociais Aplicadas – SA
- Setor de Ciências Exatas – ET
- Setor de Ciências Jurídicas – JD
- Setor de Ciências da Saúde – SD
- Setor de Ciências Humanas – CH
- Setor de Ciências da Terra – CT
- Setor de Educação Profissional e Tecnológica – EP
- Setor de Educação – ED
- Setor Litoral – SL
- Setor Palotina – SP
- Setor de Tecnologia – TC